# Josef Hegenbarth

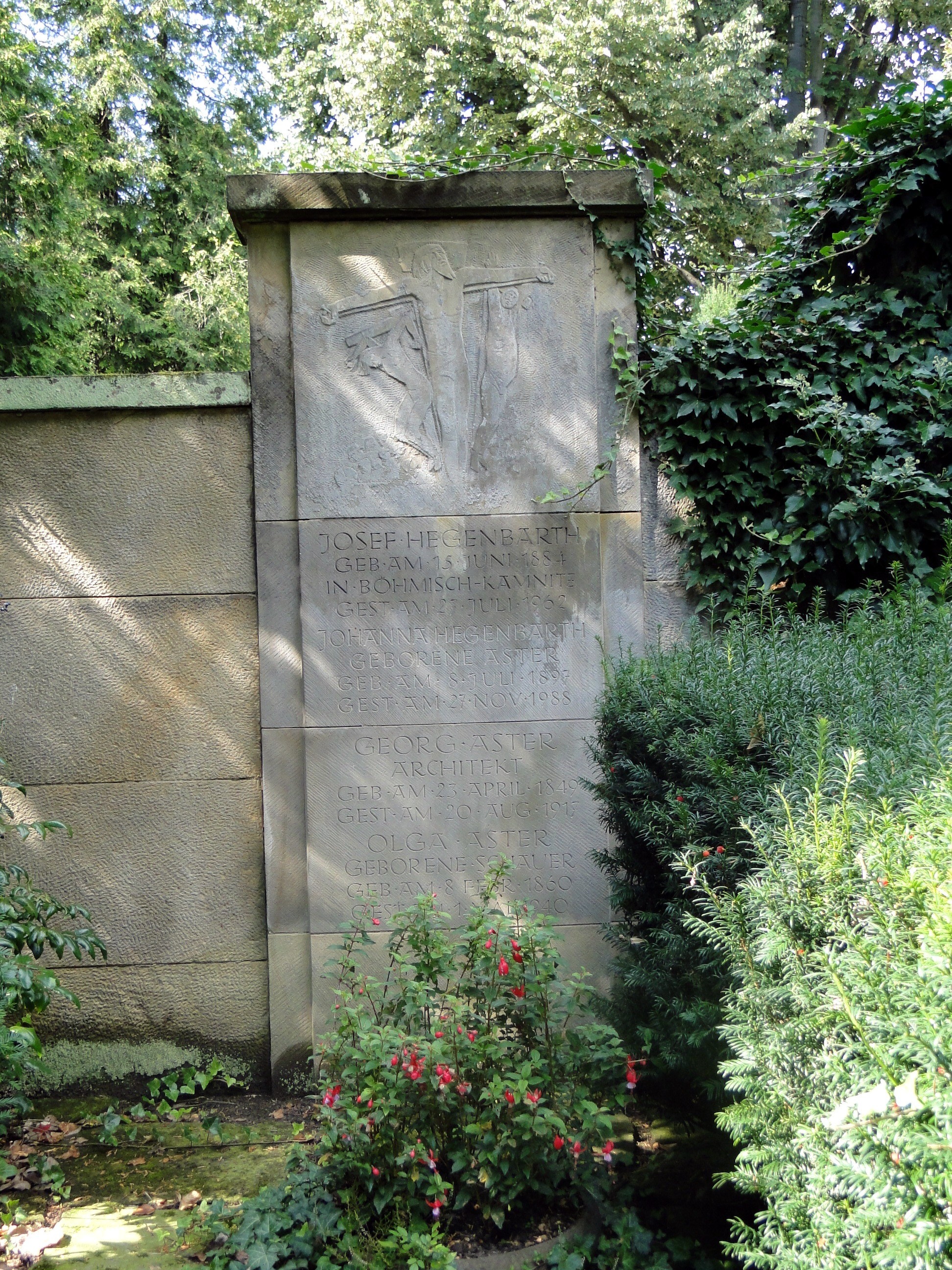
Síremléke Drezdában

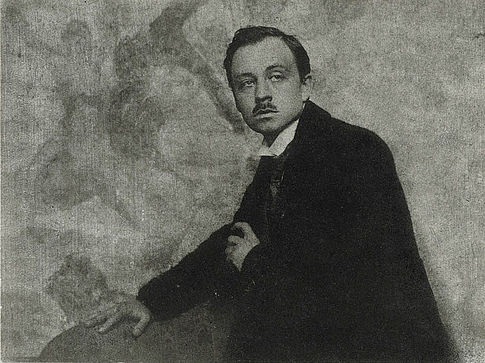
Hugo Erfurth: Josef Hegenbarth (fénykép, 1915/1916)

Josef Hegenbarth (Böhmisch Kamnitz, 1884. június 15. – Drezda, 1962. július 27.) német festő, grafikus, illusztrátor, a modern német rajzművészet egyik legnagyobb mestere.. Az Osztrák–Magyar Monarchiában született, szülőfaluja ma Česká Kamenice néven Csehországhoz tartozik.
A Drezdai Képzőművészeti Akadémián (HfBK) tanult, és egész életművét ebben a városban alkotta. 1925-től volt a prágai és bécsi Sezession tagja, 1946-tól egykori iskolájának tanára.
Első kiállítását 1914-ben rendezték. A 20. század közepén a Loschwitzi Művészházban (Künstlerhaus Loschwitz) együtt élt, illetve dolgozott több más alkotóval, például Heinz Auerswald festővel.
Különösen jelentősnek a világirodalom remekműveihez készült elmélyült, fantáziagazdag illusztrációit tartják:
- Gilgames-eposz,
- Goethe művei,
- Don Quijote,
- Gogol művei,
- Gulliver utazásai,
- E. T. A. Hoffmann művei,
- Shakespeare drámái stb.

Több grafikus lapon mutatta be a cirkuszok világát. Fanyar karikatúráin az emberi gyengeségeket, a mindennapi élet fonákságait pécézte ki.
A Golgota eseményei egész életében foglalkoztatták. Mintegy száz műve ábrázolja a megfeszített Krisztust, különféle technikákkal különféle stíluskorszakaiból. Hegenbarth Utolsó jelentős alkotása a berlini Szent Hedvig-katedrális altemplomának keresztútja, amit néhány héttel halála előtt festett.
Portréját Walther Pan festette meg.
Síremléke Drezdában látható.

## Magyar vonatkozású képei
- Az utcán c. akvarelljét (1947) a Nemzeti Múzeum gyűjteményében őrzik.[13]

## Magyarul megjelent művei
- Josef Hegenbarth–Hans Urs von Balthasar: Keresztút; ford. Németh Attila; Dugonics András Piarista Gimnázium, Szeged, 2009